# Plectris gebieni
Plectris gebieni är en skalbaggsart som beskrevs av Moser 1921. Plectris gebieni ingår i släktet Plectris och familjen Melolonthidae. Inga underarter finns listade i Catalogue of Life.